# キューバ出身のメジャーリーグベースボール選手一覧

キューバ出身のメジャーリーグで選手としてプレーしている人物あるいはしたことがある人物の一覧。
太字は現役選手、その他は引退選手及びメジャーリーグ以外のリーグでプレーしている選手。同名の選手の場合は右に現役時代の主な守備位置、現役年数の順で示す。

## A
- Jose Abreu（ホセ・アブレイユ）
- Jose Acosta（ホセ・アコスタ）
- Merito Acosta（メリト・アコスタ）
- Rafael Almeida（ラファエル・アルメイダ）
- Luis Aloma（ルイス・アロマ）
- Yonder Alonso（ヨンダー・アロンソ）
- Dariel Alvarez（ダリエル・アルバレス）
- Ossie Alvarez（オジー・アルバレス）
- Rogelio Alvarez（ロヘリオ・アルバレス）
- Yordan Alvarez（ヨルダン・アルバレス）
- Vicente Amor（ビセンテ・エイマー）
- Sandy Amoros（サンディ・アモロス）
- Angel Aragon（アンヘル・アラゴン）
- Jack Aragon（ジャック・アラゴン）
- Jose Arcia（ホセ・アルシア）
- Rudy Arias（ルディ・アリアス）
- Rogelio Armenteros（ロヘリオ・アルメンテロス）
- Rene Arocha（レネ・アロチャ）
- Randy Arozarena（ランディ・アロサレーナ）
- Rolando Arrojo（ローランド・アローホ）
- Erisbel Arruebarruena（エリスベル・アルエバルエナ）
- Joe Azcue（ジョー・アズキュー）

## B
- Danys Baez（ダニス・バエズ）
- Michel Baez（ミッシェル・バエズ）
- Jose Barrero（ホセ・バレロ）
- Ed Bauta（エド・バウタ）
- Julio Becquer（フリオ・ベックアー）
- Steve Bellan（スティーブ・ベリャン）
- Yuniesky Betancourt（ユニエスキー・ベタンコート）
- Dairon Blanco（ダイロン・ブランコ）
- Ronald Bolanos（ロナルド・ボラニョス）
- Francisley Bueno（フランシスリー・ブエノ）

## C
- Jack Calvo（ジャック・カルボ）
- Bert Campaneris（バート・キャンパネリス）
- Frank Campos（フランク・キャンポス）
- Barbaro Canizares（バルバロ・カニサレス）
- Yennier Cano（イェニエル・カノ）
- Jose Canseco（ホセ・カンセコ）
- Ozzie Canseco（オジー・カンセコ）
- Jose Cardenal（ホセ・カーデナル）
- Leo Cardenas（レオ・カーデナス）
- Paul Casanova（ポール・カサノバ）
- Alberto Castillo（アルベルト・カスティーヨ）
- Rusney Castillo（ルスネイ・カスティーヨ）
- Yoenis Cespedes（ヨエニス・セスペデス）
- Aroldis Chapman（アロルディス・チャップマン）
- Oscar Colas（オスカー・コラス）
- Jorge Comellas（ホルヘ・コムラス）
- Gerardo Concepcion（ヘラルド・コンセプシオン）
- Sandy Consuegra（サンディ・コンセーグラ）
- Jose Contreras（ホセ・コントレラス）
- Nestor Cortes（ネスター・コーテズ）
- Mike Cuellar（マイク・クェイヤー）
- Bert Cueto（バート・クエト）
- Manuel Cueto（マニュエル・クエト）

## D
- Juan Delis（フアン・デリス）
- Odrisamer Despaigne（オドリサメル・デスパイネ）
- Orestes Destrade（オレステス・デストラーデ）
- Aledmys Diaz （アレドミス・ディアス）
- Juan Diaz （フアン・ディアス）
- Yandy Diaz （ヤンディ・ディアス）
- Yusniel Diaz（ユスニエル・ディアス）
- Pedro Dibut（ペドロ・ディバット）
- Lino Donoso（リノ・ドノソ）

## E
- Yunel Escobar（ユネル・エスコバー）
- Roenis Elias（ロエニス・エリアス）
- Bobby Estalella（ボビー・エスタレーヤ）
- Lazaro Estrada（ラサロ・エストラーダ）
- Oscar Estrada（オスカー・エストラーダ）

## F
- Chico Fernandez（チコ・フェルナンデス）
- Chico Fernandez（ロレンゾ・マルト・フェルナンデス）
- Jose Fernandez（ホセ・フェルナンデス）【投手　2013-2016】
- Jose Fernandez（ホセ・フェルナンデス）【内野手　2018】
- Osvaldo Fernandez（オズワルド・フェルナンデス）
- Yanquiel Fernandez（ヤンキール・フェルナンデス）
- Angel Fleitas（アンヘル・フライタス）
- Mike Fornieles（マイク・フォーニレス）
- Tony Fossas（トニー・フォッサス）
- Tito Fuentes（ティト・フエンテス）

## G
- Barbaro Garbey（バーバロ・ガーベイ）
- Adolis Garcia（アドリス・ガルシア）
- Adonis Garcia（アドニス・ガルシア）
- Onelki Garcia（オネルキ・ガルシア）
- Ramon Garcia（ラモン・ガルシア）
- Preston Gomez（プレストン・ゴメス）
- Vince Gonzales（ビンス・ゴンザレス）
- Eusebio Gonzalez（ユーセビオ・ゴンザレス）
- Julio Gonzalez（フリオ・ゴンサレス）
- Miguel Gonzalez（ミゲル・ゴンザレス）
- Mike Gonzalez（マイク・ゴンザレス）
- Orlando Gonzalez（オーランド・ゴンザレス）
- Tony Gonzalez（トニー・ゴンザレス）
- Lourdes Gurriel Jr.（ルルデス・グリエル・ジュニア）
- Yuli Gourriel（ユリ・グリエル）
- Yasmani Grandal（ヤズマニ・グランダル）
- Mike Guerra（マイク・ゲラ）
- Alex Guerrero（アレックス・ゲレーロ）
- Vladimir Gutierrez（ブラディミール・グティエレス）

## H
- Adeiny Hechavarria（アデイニー・エチェバリア）
- Guillermo Heredia（ギレルモ・ヘレディア）
- Adrian Hernandez（エイドリアン・ヘルナンデス）
- Chico Hernandez（チコ・ヘルナンデス）
- Daysbel Hernandez（デイスベル・ヘルナンデス）
- Evelio Hernandez（エベリオ・ヘルナンデス）
- Jackie Hernandez（ジャッキー・ヘルナンデス）
- Livan Hernandez（リバン・ヘルナンデス）
- Michel Hernandez（ミチェル・ヘルナンデス）
- Orlando Hernandez（オーランド・ヘルナンデス）
- Yadiel Hernandez（ヤディエル・ヘルナンデス）
- Mike Herrera（マイク・ヘレーラ）
- Pancho Herrera（パンチョ・ヘレーラ）
- Yoslan Herrera（ヨスラン・ヘレーラ）
- Dalier Hinojosa（ダリエル・イノホサ）

## I
- Andy Ibanez（アンディ・イバニェス）
- Jose Iglesias（ホセ・イグレシアス）
- Raisel Iglesias（ライセル・イグレシアス）
- Hank Izquierdo（ハンク・イスキェルド）
- Hansel Izquierdo（ハンセル・イスキェルド）

## L
- George Lauzerique（ジョージ・ラウゼリック）
- Raudel Lazo（ラウデル・ラソ）
- Izzy Leon（イジー・レオン）
- Pedro Leon（ペドロ・レオン）
- Marcelino Lopez（マルセリーノ・ロペス）
- Ramon Lopez（ラモン・ロペス）
- Yoan Lopez（ヨアン・ロペス）
- Dolf Luque（ドルフ・ルケ）

## M
- Hector Maestri（ヘクター・マエストリ）
- Connie Marrero（コニー・マレーロ）
- Eli Marrero（イーライ・マレーロ）
- Armando Marsans（アーマンド・マーサンズ）
- Leonys Martin（レオネス・マーティン）
- Hector Martinez（ヘクター・マルティネス）
- J.P. Martinez（J.P.マルティネス）
- Jose Martinez（ホセ・マルティネス）
- Marty Martinez（マーティ・マルティネス）
- Rogelio Martinez（ロヘリオ・マルティネス）
- Tony Martinez（トニー・マルティネス）
- Yunesky Maya （ユニエスキ・マヤ）
- Orlando McFarlane（オーランド・マクファーラン）
- Victor Mederos（ビクター・メデロス）
- Roman Mejias（ロマン・メヒアズ）
- Minnie Mendoza （ミニー・メンドーサ）
- Tony Menendez（トニー・メネンデス）
- Victor Mesa Jr.（ビクトル・メサ・ジュニア）
- Minnie Minoso（ミニー・ミノーソ）
- Ariel Miranda（アリエル・ミランダ）
- Juan Miranda（ホアン・ミランダ）
- Willy Miranda（ウィリー・ミランダ）
- Yoan Moncada（ヨアン・モンカダ）
- Aurelio Monteagudo（アウレリオ・モンテアグード）
- Rene Monteagudo（レネ・モンテアグード）
- Manny Montejo（マニー・モンテヨ）
- Kendrys Morales（ケンドリス・モラレス）
- Luis Morales（ルイス・モラレス）
- Adrian Morejon（エイドリアン ・モレホン）
- Danny Morejon（ダニー・モレホン）
- Julio Moreno（フリオ・モレノ）

## N
- Cholly Naranjo（コリー・ナランホ）
- Adrian Nieto（エイドリアン・ニエト）
- Ray Noble（レイ・ノーブル）
- Darien Nunez（ダリエン・ヌニェス）
- Vladimir Nunez（ブラディミール・ヌニェス）

## O
- Tony Oliva（トニー・オリバ）
- Hector Olivera （ヘクター・オリベラ）
- Jorge Ona（ホルヘ・オーニャ）
- Tony Ordenana（トニー・オーデナナ）
- Rey Ordonez（レイ・オルドニェス）
- Eddie Oropesa（エディ・オロペサ）
- Bill Ortega（ビル・オルテガ）
- Baby Ortiz（ベビー・オルティーズ）
- Roberto Ortiz（ロベルト・オルティーズ）
- Reggie Otero（レジー・オテロ）
- Johan Oviedo（ヨハン・オビエド）

## P
- Andy Pages（アンディ・パヘス）
- Rafael Palmeiro（ラファエル・パルメイロ）
- Emilio Palmero（エミリオ・パルメロ）
- Camilo Pascual（カミロ・パスカル）
- Carlos Pascual（カルロス・パスカル）
- Carlos Paula（カルロス・ポーラ）
- Chick Pedroes（チック・ペドロス）
- Brayan Pena （ブライアン・ペーニャ）
- Orlando Pena（オーランド・ペーニャ）
- Cionel Perez（シオネル・ペレス）
- Tony Perez（トニー・ペレス）
- Leo Posada（レオ・ポサダ）
- Ariel Prieto（アリエル・プリエト）
- Yasiel Puig（ヤシエル・プイグ）

## Q
- Edgar Quero（エドガー・クエロ）

## R
- Alexei Ramirez （アレクセイ・ラミレス）
- Bobby Ramos（ボビー・ラモス）
- Bryan Ramos（ブライアン・ラモス）
- Pedro Ramos（ペドロ・ラモス）
- Rangel Ravelo（ランヘル・ラベロ）
- Nap Reyes（ナップ・レイエス）
- Orlando Ribalta（オーランド・リバルタ）
- Luis Robert Jr.（ルイス・ロベルト・ジュニア）
- Armando Roche（アーマンド・ロシュ）
- Eddy Rodriguez（エディ・ロドリゲス）
- Freddy Rodriguez（フレディ・ロドリゲス）
- Hector Rodriguez（ヘクター・ロドリゲス）
- Jose Rodriguez（ホセ・ロドリゲス）
- Yariel Rodriguez（ジャリエル・ロドリゲス）
- Cookie Rojas（クッキー・ロハス）
- Minnie Rojas（ミニー・ロハス）
- Chico Ruiz（チコ・ルイーズ）
- Norge Ruiz（ノルへ・ルイーズ）

## S
- Alex Sanchez（アレックス・サンチェス）
- Israel Sanchez（イスラエル・サンチェス）
- Raul Sanchez（ラウル・サンチェス）
- Amauri Sanit（アマウリ・サニット）
- Nelson Santovenia（ネルソン・サントベニア）
- Diego Segui（ディエゴ・セギー）
- Alay Soler（アレイ・ソレア）
- Jorge Soler（ホルヘ・ソレア）
- Luis Suarez（ルイス・スアレス）
- Leo Sutherland（レオ・サザーランド）

## T
- Jose Tartabull（ホセ・タータブル）
- Tony Taylor（トニー・テイラー）
- Michael Tejera（マイケル・テヘラ）
- Luis Tiant（ルイス・ティアント）
- Jorge Toca（ホルヘ・トカ）
- Yasmany Tomas （ヤズマニー・トマス）
- Gilberto Torres（ギルバート・トーレス）
- Ricardo Torres（リカルド・トーレス）
- Oscar Tuero（オスカー・トゥエロ）

## U
- Sandy Ullrich（サンディ・ウルリッヒ）
- Henry Urrutia（ヘンリー・ウルティア）

## V
- Raul Valdes（ラウル・バルデス）
- Roy Valdes（ロイ・バルデス）
- Sandy Valdespino（サンディ・バルデスピーノ）
- Rene Valdez（レネ・バルデス）
- Jose Valdivieso（ホセ・バルディビエソ）
- Miguel Vargas（ミゲル・バルガス）
- Zoilo Versalles（ソイロ・ベルサイエス）
- Dayan Viciedo（ダヤン・ビシエド）

## Z
- Adrian Zabala（エイドリアン・ザバラ）
- Oscar Zamora（オスカー・ザモラ）
- Jose Zardon（ホセ・ザードン）
- Yosver Zulueta（ヨスバー・ズルエタ）